# Língua cabié
Cabié (kabiyé, Kabiye, Kabyé, Kabye) é uma língua grusi falada principalmente no norte do Togo, e também por um número menor de pessoas em Benim e Gana. É uma das duas línguas nacionais do Togo.
Os cabiés também são conhecidos como lopas (lupas) no Benim. Lamba e Iaca são dialetos.

## Status
Cabié é uma das duas línguas nacionais do Togo (a outra é o jeje). Como língua nacional é promovida na mídia nacional e — no setor de educação formal —, desde 1986 é disciplina opcional nos anos escolares 10 e 11.

## Estudos
O linguista-missionário Jacques Delord publicou a primeira gramática descritiva de cabié em 1976. seguida pela gramática descritiva de Keziye Lébikaza em 1999, que continua a ser o principal trabalho de referência da linguística cabié. Há também um dicionário cabié-francês. A língua tem sido amplamente estudada, contando com inúmeros trabalhos nas várias áreas específicas: linguística comparada, Análises de discuros, Línguas em contato, Lexicologia, Morfologia Fonologia, Sociolinguística, Sintaxe,, ortografia, Tonologia, e sistema verbal.

## Publicações
As primeiras publicações em cabié surgiram na década de 1930. Ao todo, existem cerca de 200 obras em cabié, embora nem todas disponíveis ou fáceis de encontrar à venda. Para um inventário até à virada do século, ver Pouwili,1999. Publicações incluem dois livros de provérbios, contos folclóricos, poesia manuais médicos, manuais de agricultura, traduções da Bíblia, tratos políticos, tratos religiousos, um pequeno romance livros escolares, e outros materiais pedagógicos.

## Fonologia

### Consoantes
|             |             | Labial | Alveolar | Retroflex | Palatal | Velar | Labio-Velar | Glotal |
| ----------- | ----------- | ------ | -------- | --------- | ------- | ----- | ----------- | ------ |
| Oclusiva    | Lenis       | p      | t        | ʈ         |         | k     | k͡p          |        |
| Oclusiva    | Fortis      |        | d        |           |         |       |             |        |
| Fricativa   | Lenis       | f      | s        |           |         |       |             | h      |
| Fricativa   | Fortis      |        | z        |           |         |       |             |        |
| Africada    | Africada    |        |          |           | tʃ      |       |             |        |
| Aproximante | Aproximante |        | l        |           | j       |       | w           |        |
| Nasal       | Nasal       | m      | n        |           | ɲ       | ŋ     |             |        |

### Vogais

#### Vogais curtas
|         | Anterior                       | Anterior                       | Posterior                      | Posterior                      |
| ------- | ------------------------------ | ------------------------------ | ------------------------------ | ------------------------------ |
|         | Não arredondada                | Não arredondada                | Arredondada                    | Arredondada                    |
|         | Raiz com língua avançada\|−ATR | Raiz com língua avançada\|+ATR | Raiz com língua avançada\|−ATR | Raiz com língua avançada\|+ATR |
| Fechada | ɪ                              | i                              | ʊ                              | u                              |
| Medial  | ɛ                              | e                              | ɔ                              | o                              |
| Aberta  | a                              |                                |                                |                                |

#### Vogais longas
|         | Anterior                       | Anterior                       | Posterior                      | Posterior                      | Posterior                      | Posterior                      |
| ------- | ------------------------------ | ------------------------------ | ------------------------------ | ------------------------------ | ------------------------------ | ------------------------------ |
|         | Não arredondada                | Não arredondada                | Arredondada                    | Arredondada                    | Não arredondada                | Não arredondada                |
|         | Raiz com língua avançada\|−ATR | Raiz com língua avançada\|+ATR | Raiz com língua avançada\|−ATR | Raiz com língua avançada\|+ATR | Raiz com língua avançada\|−ATR | Raiz com língua avançada\|+ATR |
| Fechada | ɪː                             | iː                             | ʊː                             | uː                             | ɯ̙ː                             | ɯ̘ː                             |
| Medial  | ɛː                             | eː                             | ɔː                             | oː                             | ʌː                             | ɤː                             |
| Aberta  | aː                             |                                |                                |                                | ɑː                             |                                |

A vogal posterior não arredondada só ocorre nos limites de morfemas.

## Ortografia
O cabié foi escrito pela primeira vez em 1930s, mas foi no início dos anos 80 que o Comité de Langue Nationale Kabiyè (agora Académie Kabiyè), órgão do Ministério de Educação do Togo, padronizou a ortografia. Cabié é escrito em escrita latina modificada com base no inventário de caracteres do alfabeto de referência africano. Uma ortografia alternativa, concebida e promovida pela R.P. Adjola Raphaël, é amplamente usada entre os católicos. As tabelas a seguir mostram as correspondências grafema-fonema na ortografia padrão.

### Consoantes
|             |             | Labial | Alveolar | Retroflex Retroflex | Palatal | Velar | Labio-velar | Glotal |
| ----------- | ----------- | ------ | -------- | ------------------- | ------- | ----- | ----------- | ------ |
| Stop Stop   | Lenis       | P p    | T t      |                     |         | K k   | KP kp       |        |
| Stop Stop   | Fortis      | B b    | D d      | Ɖ ɖ                 |         | G g   | GB gb       |        |
| Fricativa   | Lenis       | F f    | S s      |                     |         |       |             | H h    |
| Fricativa   | Fortis      | V v    | Z z      |                     |         |       |             |        |
| Africada    | Lenis       |        |          |                     | C c     |       |             |        |
| Africada    | Fortis      |        |          |                     | J j     |       |             |        |
| Aproximante | Aproximante |        | L l      |                     | Y y     |       | W w         |        |
| Vibrante    | Vibrante    |        | R r      |                     |         |       |             |        |
| Nasal       | Nasal       | M m    | N n      |                     | Ñ ñ     | Ŋ ŋ   |             |        |

A ortografia contém uma quantidade significativa de subre-especificação, uma vez que os 5 grafemas obstruentes b, g, gb, v, j são supérfluos do ponto de vista estritamente fonêmico.
O grafema ⟨ r⟩ está reservado para palavras de origem estrangeira.

### Vogais

#### Vogais curtas
|         | Anterior                       | Anterior                       | Postererior                    | Postererior                    |
| ------- | ------------------------------ | ------------------------------ | ------------------------------ | ------------------------------ |
|         | Não arredondada                | Não arredondada                | Arredondada                    | Arredondada                    |
|         | Raiz com língua avançada\|−ATR | Raiz com língua avançada\|+ATR | Raiz com língua avançada\|−ATR | Raiz com língua avançada\|+ATR |
| Fechada | iota latino\|Ɩ ɩ               | I i                            | Ʋ\|Ʋ ʋ                         | U u                            |
| Medial  | ípsilon latino\|Ɛ ɛ            | E e                            | o aberto\|Ɔ ɔ                  | O o                            |
| Aberta  | A a                            |                                |                                |                                |

#### Vogais longas
|         | Anterior                       | Anterior                       | Posterior                      | Posterior                      | Posterior                      | Posterior                      |
| ------- | ------------------------------ | ------------------------------ | ------------------------------ | ------------------------------ | ------------------------------ | ------------------------------ |
|         | Não arredondada                | Não arredondada                | Arredondada                    | Arredondada                    | Não arredondada                | Não arredondada                |
|         | Raiz com língua avançada\|-ATR | Raiz com língua avançada\|+ATR | Raiz com língua avançada\|-ATR | Raiz com língua avançada\|+ATR | Raiz com língua avançada\|-ATR | Raiz com língua avançada\|+ATR |
| Fechada | ƖƖ ɩɩ                          | II ii                          | ƲƲ ʋʋ                          | UU uu                          | Latin gamma\|ƖƔ ɩɣ             | Latin gamma\|IƔ iɣ             |
| Medial  | ƐƐ ɛɛ                          | EE ee                          | ƆƆ ɔɔ                          | OO oo                          | Gama latino \|ƐƔ ɛɣ            | Gama latino \|EƔ eɣ            |
| Aberta  | AA aa                          |                                |                                |                                | Gama latino\|AƔ aɣ             |                                |